# مشترکات فرهنگی ایران و اویغورستان
این صفحه به اشتراکات فرهنگی ایران و اویغورها که در سرزمین اویغورستان زندگی می‌کنند می‌پردازد. می‌توان گفت که تأثیر فرهنگ ایرانی بر اویغورها بسیار گسترده و عمیق بوده و در زمینه‌های مختلفی از جمله زبان، ادبیات، هنر، دین، آداب و رسوم، و غذا قابل مشاهده است. این تأثیرات نشان از روابط تاریخی و فرهنگی نزدیک بین دو گروه در طول قرون متمادی دارد.

## زبان

### واژگان
زبان اویغوری به شدت از زبان فارسی تأثیر پذیرفته و مملو از واژگان فارسی است. این واژگان در زمینه‌های مختلفی مانند لغات علمی، ادبی، اداری، و حتی اصطلاحات روزمره به چشم می‌خورند. برای مثال، کلماتی مانند «کتاب»، «قلم»، «دفتر»، «معلم»، «دانشگاه»، «شهر»، «بازار»، «آسمان»، «زمین»، «خورشید»، «ماه»، و بسیاری دیگر از واژگان فارسی هستند که در زبان اویغوری نیز مورد استفاده قرار می‌گیرند.

### دستور زبان
تأثیر زبان فارسی تنها به واژگان محدود نمی‌شود و در برخی از جنبه‌های دستور زبان اویغوری نیز قابل مشاهده است. برای مثال، ساختار برخی از جملات و نحوه استفاده از حروف اضافه در زبان اویغوری تحت تأثیر زبان فارسی قرار گرفته است.

## ادبیات

### موضوعات و مضامین
ادبیات اویغوری از دیرباز با ادبیات فارسی در ارتباط بوده و از آن تأثیر پذیرفته است. بسیاری از داستان‌ها، شعرها و متون ادبی اویغوری مضامین و موضوعات مشابه با ادبیات فارسی دارند. برای مثال، موضوعاتی مانند عشق، عرفان، اخلاق، و تاریخ در آثار ادبی هر دو به چشم می‌خورند.

### شاعران و نویسندگان
بسیاری از شاعران و نویسندگان اویغوری با آثار ادبی فارسی آشنایی داشته و از آن الهام گرفته‌اند. برای مثال، عبدالرحیم نزاری یکی از شاعران برجسته اویغوری است که تأثیرپذیری او از شاعران فارسی مانند حافظ و سعدی به خوبی در آثارش مشهود است.

### قالب‌های شعری
برخی از قالب‌های شعری مورد استفاده در ادبیات اویغوری مانند غزل، مثنوی، و رباعی از قالب‌های شعری رایج در ادبیات فارسی هستند که از طریق آن به ادبیات ایغوری راه یافته‌اند.

## هنر

### نقاشی و نگارگری
هنر نقاشی و نگارگری اویغوری نیز از هنر ایرانی تأثیر پذیرفته است. نقوش، طرح‌ها، و رنگ‌های مورد استفاده در نقاشی‌ها و نگارگری‌های اویغوری اغلب مشابه با نقوش و طرح‌های مورد استفاده در هنر ایرانی هستند. برای مثال، نقوش گل و بوته، اسلیمی، و ختایی از جمله نقوشی هستند که در آثار هنری هر دو گروه به چشم می‌خورند.

### معماری
معماری اویغوری نیز از معماری ایرانی الهام گرفته است. ساختمان‌ها و بناهای تاریخی اویغوری اغلب دارای طرح‌ها و ویژگی‌های مشابه با معماری ایرانی هستند. برای مثال، استفاده از قوس‌ها، گنبدها، و مناره‌ها در معماری اویغوری یادآور معماری ایرانی است.

## دین

### اسلام
دین اسلام به عنوان دین مشترک بین ایرانیان و اویغورها، نقش مهمی در شکل‌دهی مشترکات فرهنگی آن‌ها داشته است. بسیاری از آداب و رسوم، باورها و ارزش‌های اسلامی در بین هر دو گروه مشترک است. برای مثال، جشن‌های مذهبی مانند عید فطر و عید قربان در بین هر دو گروه گرامی داشته می‌شوند.

### تصوف
تصوف نیز به عنوان یکی از جریان‌های مهم فکری در جهان اسلام، در بین اویغورها رواج داشته و تأثیراتی بر فرهنگ و ادبیات آنها داشته است.

## آداب و رسوم

### نوروز
جشن نوروز به عنوان یک جشن باستانی ایرانی، در بین اویغورها نیز رواج دارد و به عنوان یک جشن مشترک فرهنگی گرامی داشته می‌شود. اویغورها نوروز را با برگزاری مراسم خاصی مانند چیدن سفره هفت سین، پختن غذاهای مخصوص، و دید و بازدید از یکدیگر جشن می‌گیرند.

### سایر آداب و رسوم
علاوه بر نوروز، برخی دیگر از آداب و رسوم ایرانی مانند مراسم عروسی، عزاداری، و جشن‌های خانوادگی نیز در بین اویغورها رواج دارند و نشان از تأثیر فرهنگ ایرانی بر آداب و رسوم آنها دارند.

## غذا

### غذاهای مشترک
تأثیرات آشپزی ایرانی نیز در غذاهای اویغوری دیده می‌شود. برخی از غذاها و شیرینی‌های مشترک بین دو گروه، نشان از این تأثیرپذیری دارند. برای مثال، پلو، آش، و برخی از شیرینی‌ها مانند باقلوا و حلوا از جمله غذاها و شیرینی‌های مشترک بین ایرانیان و اویغورها هستند.